# Miss Intercontinental 2015
Miss Intercontinental 2015 foi a 43ª edição do tradicional concurso de beleza feminino de nível internacional denominado Miss Intercontinental. Desde 2012 o concurso vem sendo realizado nas cidades pertencentes ao território da Alemanha, e essa edição não seria diferente. Mais de sessenta candidatas, representando suas nações buscaram conquistar o título que pertencia à tailandesa Phataraporn Wang. O certame se realizou no Maritim Congress Hotel, em Magdeburgo no dia 18 de Dezembro e foi transmitido pelo site oficial.

## Resultados

### Colocações
| Posição                 | País e Candidata |
| ----------------------- | --- |
| Vencedora               | - Rússia - Valentina Rasulová |
| 2°. Lugar               | - Filipinas - Christi McGary |
| 3º. Lugar               | - Estados Unidos - Brienne Bailey |
| 4º. Lugar               | - Venezuela - Katherine García |
| 5º. Lugar               | - Zimbabue - Bongani Hunda |
| (TOP 17) Semifinalistas | - Áustria - Marika Pfanner - Coreia do Sul - Cho Yeseul - Curaçao - Shaedith Adriana - Índia - Snehapriya Roy - México - Paulina Flores - Polônia - Agata Bryl - Porto Rico - Suzette Rivera - São Marinho - Glenda Canavese - São Tomé e Príncipe - Maryan Okafor - Tailândia - Boonyanee Sungpirom - Ucrânia - Daria Sheiko - Vietnã - Le Thi Ha Thu |

### Prêmios Especiais
O concurso distribuiu os seguintes prêmios este ano:
| Prêmio               | País e Candidata                      |
| -------------------- | ------------------------------------- |
| Miss Simpatia        | - Espanha - Fátima Santano            |
| Miss Fotogenia       | - Tailândia - Boonyanee Sungpirom     |
| Miss Melhor Corpo    | - Rússia - Veronika Thielová          |
| Miss Popularidade    | - Vietnã - Le Thi Ha Thu              |
| Miss Best Smile      | - República Checa - Veronika Thielová |
| Melhor Traje de Gala | - Colômbia - Daniela Gutierrez        |
| Melhor Traje Típico  | - Indonésia - Yovita Iskandar         |

### Rainhas Continentais
O concurso distribuiu os seguintes títulos continentais:
| Título                | País e Candidata                  |
| --------------------- | --------------------------------- |
| Miss Ásia             | - Filipinas - Christi McGary      |
| Miss África           | - Zimbabue - Bongani Hunda        |
| Miss América do Sul   | - Venezuela - Katherine García    |
| Miss América do Norte | - Estados Unidos - Brienne Bailey |
| Miss Europa           | - Rússia - Valentina Rasulova     |

### Ordem dos Anúncios
| 1. Vietnã 2. São Tomé & Príncipe 3. Zimbabue 4. Filipinas 5. Coréia do Sul 6. Tailândia 7. Índia 8. São Marinho 9. Rússia 10. Ucrânia 11. Polônia 12. Áustria 13. Porto Rico 14. México 15. Estados Unidos 16. Venezuela 17. Curaçao | 1. Zimbabue 2. Filipinas 3. Rússia 4. Estados Unidos 5. Venezuela |  |  |

## Jurados

### Final
1. Dominic Bösel, boxeador;
2. Seline Kriechbaum, modelo;
3. Stephany Pim, Top Model Brasil 2015;
4. Mario Ohoven, presidente da BVMW;
5. Ekaterina Plekhova, Miss Intercontinental 2013;
6. Patraporn Wang, Miss Intercontinental 2014;
7. Bülent Emekci, CEO da EMAG AG;
8. Robert Stieglitz, atleta e boxeador.
9. Dr. Yasar Sarigül, cirurgião;

## Candidatas
Disputaram o título este ano:
| - África do Sul - Mienke van Rooyen - Alemanha - Mailin Marrero - Argentina - Agustina Epelde - Armênia - Hrispime Sargsyan - Austrália - Melissa Elsworth - Áustria - Marika Pfanner - Azerbaijão - Ibrahimova Nigar - Bolívia - Sharon Valverde - Bonaire - Skye Romeyn - Brasil - Lilioze Amaral - Bulgária - Ines Petrova - Canadá - Jasmine Pruner - China - Zhen Fan - Colômbia - Daniela Gutierrez - Coreia do Sul - Cho Yeseul - Costa Rica - Lisbeth Brenes - Curaçao - Shaedith Adriana - Dinamarca - Amalie Nygaard - El Salvador - Denisse Mendez - Escócia - Rachel Altenburg - Espanha - Fátima Santano | - Estados Unidos - Brienne Bailey - Filipinas - Christi McGarry - Geórgia - Elen Gamkrelidze - Grécia - Maria Theodosiou - Guadalupe - Jennifer Obela - Guatemala - Saída Nineth - Hungria - Virag Steingruber - Índia - Snehapriya Roy - Indonésia - Yovita Iskandar - Inglaterra - Anya Gould - Itália - Eliana Sbaragli - Kosovo - Nora Muja - Líbano - Carmen Al Badri - Malta - Maxine Scerri - México - Paulina Flores - Moldávia - Crina Stinca - Mongólia - Dolglon Delgerajav - Mianmar - May Shin Sein - Nigéria - Okeke Chidinma - Nova Zelândia - Cameo Turner - País de Gales - Sarah-Jayne Evan | - Países Baixos - Iris Hettroijs - Panamá - Jonnelis González - Polônia - Agata Bryl - Portugal - Susana Nogueira - Porto Rico - Suzette Rivera - Quênia - Brenda Juma - República Checa - Veronika Thielová - República Dominicana - Alejandra Castillo - Romênia - Adriana Dumitru - Rússia - Valentina Rasulova - São Marinho - Glenda Canavese - São Tomé e Príncipe - Maryan Okafor - Suécia - Alexandra Engström - Tailândia - Boonyanee Sungpirom - Turquia - Aysel Arman - Ucrânia - Daria Sheiko - Venezuela - Katherine García - Vietnã - Le Thi Ha Thu - Zâmbia - Mwaka Nyirenda - Zimbabue - Bongani Hunda |

## Histórico

### Desistências
- Barbados - Aaleah Harris
- Botsuana - Teto Macheng
- Eslováquia - Dominika Zemanová
- Malásia - Livonia Ricky
- Maurício - Lorrie Ley
- Peru - Breatzy Lissette

### Estreantes
- São Marinho - Glenda Canavese
- São Tomé e Príncipe - Maryan Okafor

## Candidatas em outros concursos
Candidatas que já possuem um histórico em concursos:
| Miss Mundo - 2014 - Zimbabue - Bongani Hunda - (Representando o Zimbabue em Londres, na Inglaterra) Miss Terra - 2011: Portugal - Susana Nogueira (Top 16) - (Representando Portugal em Quezon, nas Filipinas) Miss Supranacional - 2015: Bolívia - Sharon Valverde - (Representando a Bolívia em Krynica-Zdrój, na Polônia) Miss Grand International - 2016: México - Paulina Flores (Top 20) - (Representando a México em Las Vegas, en Estados Unidos) Rainha Internacional do Café - 2016: Paraguai - Katri Villamayor - (Representando a Paraguai em Manizales, na Colômbia) | Miss Intercontinental - 2011: Filipinas - Christi McGarry (Top 15) - (Representando as Filipinas em Punta Cana, na República Dominicana) Top Model of the World - 2010: Filipinas - Christi McGarry (Top 15) - (Representando as Filipinas em Dortmund, na Alemanha) Miss Europa Continental - 2016: Malta - Maxine Scerri - (Representando a Malta em Espoleto, na Itália) Miss América Latina - 2015: Costa Rica - Lisbeth Brenes (5º. Lugar) - (Representando a Costa Rica em Cancún, no México) Miss Centroamérica - 2014: Costa Rica - Lisbeth Brenes (Vencedor) - (Representando a Costa Rica em León, no Nicarágua) |